# Tocantínia
Tocantínia este un oraș în Tocantins (TO), Brazilia.